# Tricorn Mountain
Der Tricorn Mountain (englisch für Dreispitzberg) ist ein 3475 m hoher Berg in der antarktischen Ross Dependency. Als höchster Berg der Barton Mountains im Königin-Maud-Gebirge ragt er  6 km östlich des Graphite Peak auf etwa dem halben Weg zwischen den Kopfenden des Falkenhof- und des Leigh-Hunt-Gletschers auf.
Teilnehmer einer von 1961 bis 1962 dauernden Forschungskampagne im Rahmen der New Zealand Geological Survey Antarctic Expedition benannten ihn nach dem Dreispitz als traditionelle Kopfbedeckung eines Admirals.